# Sadok Boussofara
Sadok Boussofara (الصادق بوصفارة), né le 5 décembre 1906 à Mahdia et décédé le 4 novembre 1998 à Hammam Lif, est un médecin et militant nationaliste tunisien.

## Formation
C'est à l'occasion de ses études au Collège Sadiki et au lycée Carnot qu'il est sensibilisé aux idées nationalistes qui germent alors au sein de l'élite tunisienne. Il poursuit des études de médecine à Paris et devient médecin diplômé d'État en 1933. 
Pendant son séjour à Paris, il participe activement aux diverses associations humanitaires et nationalistes, notamment celle des étudiants nord-africains dont il devient le vice-président. Il crée en cette qualité un restaurant qui leur est destiné, au numéro 85 du boulevard Saint-Michel à Paris. Au cours de ces années, il côtoie de nombreuses figures du mouvement national tunisien comme Habib Bourguiba, Bahri Guiga, Slimane Ben Slimane et Tahar Sfar dont il est très proche.
En 1933, il revient en Tunisie où il occupe un poste de médecin de la santé publique à l'hôpital d'Essouassi, dans le Sahel tunisien.

## Militant nationaliste
En parallèle de son métier de médecin, il poursuit des activités politiques et ne cache pas sa sympathie et son soutien au mouvement national. Il utilise son statut de médecin pour sensibiliser les populations du Sahel à l'importance du mouvement national et crée, à partir de 1934, des cellules du Néo-Destour dans la région d'Essouassi.
Il ouvre un cabinet privé à Hammam Lif en 1936, ville où il s'installe définitivement, et poursuit ses activités au sein du mouvement national tout en s'impliquant dans la vie sociale de la ville. Recherchant toujours le consensus entre les différentes tendances du mouvement national, il œuvre au rapprochement entre les partisans du Destour et du Néo-Destour, en participant à de nombreuses réunions regroupant notamment Abdelaziz Thâalbi, Habib Bourguiba et Salah Ben Youssef.
Le 9 avril 1938, il participe aux côtés de Bourguiba et de milliers de Tunisiens à une grande manifestation au cours de laquelle il est arrêté ; il subit quatorze heures d'interrogatoire et se voit emprisonné pendant huit mois sans jugement sur le soupçon de complot contre la sûreté de l'État.
Bénéficiant d'une immunité relative grâce à son statut de médecin du bey — successivement Ahmed II Bey, Moncef Bey et Lamine Bey —, il accueille à son domicile d'Hammam Lif de nombreuses réunions de nationalistes (Bourguiba, Ben Youssef, Ben Slimane, etc.) entre 1936 et 1940 et de la fin de la Seconde Guerre mondiale jusqu'en 1952. En juillet de cette année-là, il survit à un attentat de la Main rouge, lorsqu'une bombe explose et détruit son domicile.
À l'avènement de l'indépendance, il est élu membre de l'assemblée constituante puis député-maire d'Hammam Lif ; il occupe les fonctions de maire jusqu'en 1987. Il est alors l'initiateur du jumelage en Tunisie et contribue de façon active à la Fédération mondiale des villes jumelées, l'actuelle Fédération mondiale des cités unies, dont il devient le vice-président.

## Œuvres sociales et caritatives
À Essouassi, dans les années 1930, Boussofara prend conscience de la grande misère dans laquelle se trouve la population tunisienne et l'indigence de l'administration coloniale. Il met alors en œuvre tous les moyens dont il dispose pour améliorer la situation humaine et sanitaire des habitants de cette région en faisant appel aux autorités locales et régionales, en récoltant des fonds auprès des notables, etc.  Dès 1936, il instaure, dans son cabinet privé à Hammam Lif, la gratuité des soins tous les vendredis.
Passionné de sport en général et de football en particulier, qu'il considère comme un outil de socialisation et d'épanouissement de la jeunesse, il fait partie du bureau directeur de l'Espérance sportive de Tunis aux côtés de Chedly Zouiten dans les années 1930. En 1944, il fonde le Club sportif de Hammam Lif qu'il soutient financièrement jusqu'à la fin de sa vie.
En 1947, il fonde avec de nombreux amis — Sadok Ben Brahim, Mohamed Mohsen, Mohamed Ben Lamine, Hedi Mzah et Béji Chammakhi — un orphelinat à Hammam Lif ; cette institution est inaugurée officiellement en 1951 par Lamine Bey.
Après son élection à la mairie d'Hammam Lif, il fait construire de nombreux logements sociaux pour les plus démunis et équipe sa ville de nombreuses infrastructures sportives et culturelles.